# أيقونة المانغا

صفحة من مانغا مارماليد بوي، المجلد 1 (النسخة اليابانية)

أنشأت المانغا اليابانية لغتها البصرية الخاصة أو الأيقنة للتعبير عن العاطفة والحالات الداخلية الأخرى للشخصيات. انتقل أسلوب الرسم إلى الأنمي أيضاً، مع تحويل العديد من القصص إلى برامج تلفزيونية وأفلام. في حين تتناول هذه المادة أساليب من كلا نوعي الإنتاج، فإن التركيز هنا على أصول هذه الأساليب من المانغا.
أسلوب المانغا الشعبي والمعروف مميز جداً. يكون التوكيد غالباً على الخط أكثر من الشكل، ورواية القصص ووضع إطارات الرسم تختلفان عن تلك الموجودة في القصص المصورة الأميركية. الخلفيات الانطباعية شائعة جداً، حيث أن هناك مشاهد يظهِر فيها إطار الرسم تفاصيل محيط القصة بدلاً من الشخصيات. تُقرأ إطارات الرسم والصفحات عادة من اليمين لليسار، بما يتفق مع الكتابة اليابانية التقليدية.
لكون المانغا شكلاً فنياً متنوعاً، رغم ذلك، لا يخضع كل رسامي المانغا للأمور الاعتيادية (المذكورة أدناه) الأكثر شعبية في الغرب من خلال سلسلات مثل أكيرا، سيلور مون، دراغون بول وينبوع الأحلام.

## خصائص إطارات الرسم
هناك العديد من التقنيات التعبيرية النموذجية (بعضها تكون فريدة) لشكل المانغا الفني:
- طبقة الشاشة: أوراق لاصقة شفافة مصنعة بنمط مميز (عادة ما تكون شكلاً من النقاط أو التظليل، ولكنها تتضمن أيضاً مجموعة متنوعة من التأثيرات المزينة مثل النجوم أو الانفجارات، أو مشاهد مألوفة مثل مناظر المدن، أفنية المدارس، والمناظر الطبيعية). يتم قصها وتشبيكها في إطار الرسم لإدخال التظليل والتفاصيل التي قد تكون مهدرة للوقت أو يتعذر رسمها باليد. مؤخراً، تُستبدَل أوراق الطبقات المادية بالصور المنشأة بالحاسوب.
- فقاعات الحوار التعبيرية: حدود فقاعات الحوار/الأفكار تتغير في النمط/الأسلوب لتعكس نبرة ومزاج الحوار. على سبيل المثال، ففقاعة بشكل انفجار تُستعمَل للإشارة للتعجب المصحوب بالغضب. إضافة لذلك، فإن المانغا لا تتبع عادة اعتياديات القصص المصورة الغربية المألوفة للحوار (قوس صلب يمتد من رأس الشخصية) وفقاعة الأفكار (عدة دوائر صغيرة تستخدم مكان القوس). عادةً ما يستخدم أسلوب الفقاعة الأخير للحوار المهموس في المانغا، مما قد يخلط الأمر على القراء الغربيين.
- خطوط السرعة: عادة في مشاهد الحركة، تحتوي الخلفية على تجمعات لخطوط مرسومة بشكل مرتب لتصوير اتجاه الحركة. يمكن تطبيق خطوط السرعة أيضاً على الشخصية كوسيلة للتأكيد على حركة أجسادهم (الأطراق على وجه الخصوص). هذا الأسلوب، وبالأخص طمس الخلفية، يمتد إلى معظم الأنميات من نوع الحركة أيضاً.
- مشاهد ارتجاعية صغيرة: العديد من الفنانين يستخدمون نسخاً من أقسام من فصول سابقة (أحياناً تكون إطاراً واحداً فقط) ويقومون بتحريرها في إطارات القصة لتكون بمثابة مشاهد ارتجاعية (يُطبَّق أيضاً تجميع ذو نبرة قاتمة للتمييز عن الأحداث الجارية). يمكن اعتبار ذلك طريقة ملائمة لاستحضار حدث/أحداث من السابق إلى جانب الصور المرئية. في الحالات التي تمر فيها أحداث حياة شخصية ما في عقله، يمكن استخدام صفحة إبرازية مع تكوّن الخلفية بأكملها من مقاطع من الفصول السابقة.
- تأثيرات مجردة للخلفية: تتضمن هذه أنماط تظليل مفصلة في الخلفية وتخدم للإشارة إلى أو تعزيز الحالة المزاجية للحبكة. يمكن أيضاً رسم الحالة العقلية للشخصية.

## ملامح الوجه
في حين أن الفن يمكن أن تكون واقعية بشكل لا يصدق أو الكرتوني، وشخصيات غالبا ما يكون عينان كبيرتان (الشخصيات النسائية وعادة ما يكون العينين أكبر من الشخصيات الذكورية)، أنوف صغيرة، أفواه صغيرة، وجوه مسطحة. وقد أشارت البحوث النفسية والاجتماعية على جاذبية الوجه إلى أن وجود ملامح الوجه الطفولية يزيد جاذبية. غالبا ما يلعب فناني المانغا على هذا لزيادة جاذبية الأنصار. أصبحت العينان الكبيرتان لاعبا أساسيا دائما في المانغا والأنمي منذ الستينات عندما كان مصدر إلهام أوسامو تيزوكا بسبب رسوم ديزني من الولايات المتحدة والتي رسم عليها بهذه الطريقة.
وعلاوة على ذلك، داخل عيون كبيرة، وغالبا ما يبالغ شعور شفاف من التلاميذ ويبرز على نحو فاضح، أو انعكاسات صغيرة في زوايا العيون، وبغض النظر عن الإضاءة المحيطة، على الرغم من أنها موجودة فقط في الشخصيات الحية: عيون الشخصيات الذين لقوا حتفهم هي لون القزحية، ولكن أكثر قتامة. أحيانا يستخدم هذا التأثير الموت أيضا للإشارة إلى الشخصيات التي هي عواطف بسبب الصدمة أو فقدان السيطرة واعية بسبب حيازة (أشباح، شيطان، غيبوبة، والسحر، وما إلى ذلك). في الحروف مع الشعر الذي يغطي جزئيا الوجه، وغالبا ما ترد العيون التي لولاها تغطيتها لجعلها مرئية، حتى عندما شعر كثيفة للغاية والظلام.
وقد وضعت بعض الرموز البصرية على مر السنين لتصبح الطرق الشائعة من المشاعر التي تدل، الظروف المادية والحالة المزاجية:

### العيون
شكل العين وحجم يمكن أن يكون مبالغا فيه أو تغييرها تماما. الحب وقلوب وزارة الطاقة عيون تشير إلى الافتتان، في حين أن النجوم تدل على أن الحرف هو ضربها نجوم. اللوالب تشير الارتباك أو دوخة، في حين أن النيران أو نصفي دائرة فارغة واسعة تشير إلى أن الحرف هو غاضب أو حاقد. عندما الموتى، فاقدا للوعي أو الذهول، وتستخدم في بعض الأحيان "X" ليالي كمؤشر للدولة. يمكن استبدال عيون مع اثنين من "<" ق تواجهها في اتجاهين متعاكسين لتمثيل مجموعة متنوعة من المشاعر، مثل العصبية أو الإثارة. عيون دون التلاميذ واللمعان تعكس تشير إلى وجود حالة من الهذيان.
توسيع العيون، حيث تصبح ضخمة وتماما جولة مع التلاميذ صغيرة وليس القزحية والذهاب بعيدا عن متناول الوجه (غالبا ما تظهر مع الفم تصبح مثل شكل نصف دائرة امتدت، وهذه النقطة التي تمتد الماضي الذقن) ترمز الإثارة القصوى. وبالمثل، وتحول العين إلى قسمين سميكة نصف دوائر، وينقل لطيف، نظرة مسرور (انظر حرف قسم التصميم أدناه).
في بعض الأحيان تستخدم العين الأشكال الحرف والأحجام بشكل رمزي لتمثيل الحرف. على سبيل المثال، فإن أكبر عيون عادة ما ترمز الجمال والبراءة، أو الطهارة، في حين تمثل أصغر، وعيون أكثر الضيقة عادة برودة و / أو الشر. عيون اسودت تماما (مظلل) إلى شخصية الانتقام أو الغضب العميق الكامن. ويمكن أن يشير أيضا إلى أن يكون شخص ما نوع الرجل الحكيم، ولا سيما عندما تكون مصحوبة بابتسامة عريضة. ومظلل العيون حرف بغض النظر عن الإضاءة في الغرفة عندما نغضب، واضطراب، هناك شيئا خطأ معهم، أو يتأذون أنها عاطفيا. فقاعات تشكيل في زاوية غالبا ما تشير إلى وجود الطفل أو العينين شخصية نسائية في أن الحرف هو على وشك البكاء.

### الفم
وغالبا ما يصور أفواه صغيرة، أصدرت عادة مع سطر واحد على وجهه. A فانغ تطل من زاوية الفم يشير إلى الأذى أو feistiness (ما لم يكن، بطبيعة الحال، أن الحرف الأنياب عادة). A فم القط (مثل الرقم "3" استدارة 90 درجة في اتجاه عقارب الساعة) استبدال الفم الحرف الطبيعي، وعادة يترافق مع عيون الكبيرة قد تمثل أيضا الأذى أو feistiness (استثناء ملحوظا كونها Konata إيزومي من لاكي ستار، الذي شكل الفم المعتاد هو هذا).

### الأنف
مرة أخرى، وغالبا ما يصور أنوف صغيرة، مع فقط على شكل L وجيزة علامة للعثور عليهم. مع الإناث، ويمكن في بعض الأحيان أن إزالة الأنف تماما عندما يواجه الطابع الأمام. في لمحة، أنوف الإناث غالبا ما تكون على شكل زر، ويتألف ما يزيد قليلا على مثلث صغير. A الرعاف يشير الإثارة الجنسية بعد التعرض لتحفيز الصور أو الوضع. لأنه يقوم على حكاية اليابانية زوجات القديمة ". بالون تتدلى من إحدى فتحتي الأنف ("فقاعة المخاط") إلى النوم.

### الرأس والوجه

صليبي الأوردة تفرقع فوق عينه على اليسار وعرق كبير قطرة فوق العين على اليمين

قطرات العرق هي اتفاقية البصرية المشتركة. يتم رسم الشخصيات مع واحد أو أكثر بروزا حبات العرق على جبين أو جبهته (أو تطفو فوق الشعر على الأحرف التي يعود تشغيل). وهذا يمثل طائفة واسعة من المشاعر، بما في ذلك حرجا، سخط، والارتباك، والصدمة، ليست كلها تعتبر بالضرورة أن يكون في ظل ظروف طبيعية إفراز العرق. وتدل العرق الجسدي الفعلي في المانغا من قبل حتى توزيع قطرات العرق على الجسم، وأحيانا على رأس من الملابس أو الشعر.
الخفقان الأوردة «عبر تفرقع»، يصور عادة على أنها صليبي أو triskel في منطقة الرأس العلوية، إشارة إلى الغضب أو تهيج. يمكن في بعض الأحيان يكون مبالغا فيه هذه الأشكال، ووضعها على رأس من الشعر الذي تواجه فيه شخصية بعيدا عن المشاهد. الدقات مزيد تشير الغضب إضافية. ومع ذلك، فإن بعض المانغا مثل عبقور يستخدم نفث الدخان لتمثيل الغضب، وليس لديه شارة الوريد.
الخد أحمر أو hatchings على خده تمثل احمرار، وتستخدم عادة عندما يشعر بالحرج من المشاعر الرومانسية، في حين البيضاوي «النقاط استحى» على الخدين تمثل الخدود الوردية. هذا يمكن أحيانا الخلط بينها وبين خربشات على خده، مشيرا إلى إصابة. في بعض الأحيان عندما يكون الحرف هو التعبير عن مشاعر قوية، مثل الحزن، فإن استحى طويلة عن طريق الأنف تظهر.
يتغير شكل الوجه اعتمادا على الحالة المزاجية حرفا، ويمكن أن ننظر من التفاح مستديرة على شكل إلى شكل الجزرة أكثر دهاء.
خطوط عمودية متوازية مع التظليل الداكن على الرأس أو تحت العين قد تمثل الاهانه، والتعب، أو الرعب. إذا كانت خطوط متموجة، قد تمثل الاشمئزاز. وهناك طريقة cuter الآن لتمثيل الإحباط / الاهانه هي (أساسا لل/ شابة الشخصيات النسائية الإناث) فإنها تميل إلى أن تنفخ الخدين في حين يتم تسليم خط بصوت أجش، وهو ممدود 3 عرض الشفاه منتفخ لإظهار أن نظرة منتفخ أكثر.
لم يتم تحديد ألوان الشعر من شخصيات أنيم فقط عشوائيا. في بعض الحالات تعبير عن عناصر مهمة من شخصية هذا الشخص (على أساس اللون رمزية في اليابان).
أسود: السلطة، والشر، والفراغ، والحزن، والغموض، وتطورها واكتمال والموت
الأبيض: الطهارة والبساطة والسلام والتواضع والبرد، والسماء (يمكن أن تعني أيضا الموت)
الزرقاء: السلام والهدوء والاستقرار والاعتمادية، والباردة ملاحظة: مع الاعتمادية ووسائل زرقاء داكنة أكثر مسؤولية من الضوء الأزرق
الأرجواني: الملوك والحكمة والروحانية
الأحمر: العاطفة، والفرح، والعدوان، والطاقة، والحب (مشاعر قوية في الأساس)
الوردي: الأنوثة، والنقاء، طفولي، والحب، والعطف
البرتقالي: الطاقة، والتوازن، والحماس، والدفء، التماس العناية
الأشقر (ه): الثروة، السماء، طفولي، والشجاعة
الأخضر: فورتشن (الخير والشر)، والحسد، والوئام، والحياة، قوة والهدوء
فضي / رمادي: الموثوقية، والاستخبارات، والنضج، والحزن، الملل
البني: الراحة والبساطة والقدرة على التحمل

## تصميم الشخصية
للحصول أفضل استجابة أكثر عاطفية مع الجمهور لحرف معين، وسوف فنان المانغا أو الرسوم المتحركة في بعض الأحيان استخدام بعض الصفات في تصميم الحرف. وتشمل الميزات الأكثر شيوعا نضارة كصفة المادية (سن أصغر أو أسلاك التوصيل المصنوعة) أو سمة العاطفية مثل نظرة ساذجة أو الأبرياء، شخصية طفولي، أو بعض الضعف تعاطفا واضحا يعمل على الطابع الجاد لتصحيح (الحماقات المتطرفة أو حياة -threatening المرض) لكن في الواقع لم ينجح في التخلص منها.
الاتفاقيات الفنية الأخرى المستخدمة في التيار المانغا ما يلي:
- تورم الجولة تعادل في بعض الأحيان إلى حجم كرة البيسبول، هو مبالغة البصرية من تورم من الإصابة.
- على شكل صليب أبيض رمز ضمادة يدل الألم. (في المانغا السن، عيون جحظ رمزا للألم، كما هو مبين في التنين الكرة).
- خطوط سوداء سميكة حول الحرف قد يشير يرتجف بسبب الغضب والصدمة أو الدهشة. وعادة ما يرافق ذلك من خلال وقفة جامدة أو التصميم سوبر مشوه.
- الشرر يطير حرفيا بين العينين من حرفين عندما يقاتلون، أو ببساطة صارخ على بعضهم البعض (في هذه الحالة، يمكن أيضا أن تكون متصلا عيونهم من قبل خط البرق).
- الطابع فجأة يسقط على الأرض، وعادة مع واحد أو أكثر من الأطراف الملتوية فوقه أو نفسها، هو رد فعل من روح الدعابة وعادة ما يحدث شيء غير متوقع.
- جميع ملامح الوجه وتقلص، اختفاء الأنف، والطابع رفع بعض الأحيان قبالة الكلمة والأطراف التي تضاعفت كما لو تتحرك يرمز سريع جدا الذعر. إذا نفسها ولكن مع ملامح الوجه بشكل أكبر أنه يرمز الغضب هزلي أو صدمة. البعض قد تأتي مع شرارة الصفراء مثل رمز بالقرب من رؤوسهم.
- ملامح الوجه مبالغ فيه دلالة على الغضب. أمثلة مثل عيون النجوم مثل مع التظليل الداكن المحيطة بهم في حين تم تأطير وجهه خلفية حمراء وسوداء يعني الغضب كوميدي و / أو قللت. ويمكن أن تشمل الآخرين عيون دائرية بيضاء مع الحاجبين مائلة والفك مربع مع أسنان حادة أو حتى حرقة في العيون مع صرير أسنانها.
- قطرات المسيل للدموع في كل مكان أو تشكيل نافورة التوأم تشير إما فرح أو حزن شديد.
- القطع التي تظهر على رأس الحرف يشير إلى الصمت، مما يعني أن شيئا ما يجري لم يذكر.
- انحناء الرأس قد تشير إلى الحزن أو الاكتئاب. البعض قد تأتي مع الخطوط المرسومة على الطابع منحنية أو أكثر من عيونهم. يمكن أن الاختلافات مع خطوط متموجة وعيون دائرية بيضاء تعني إحراج.
- في أكثر الأحيان، colorisations شخصية تميل لتمثيل حرف في بعض الطريق.
- سيتم تلوين شخصية أكثر هدوءا مع نغمات أخف وزنا، في حين سيتم القيام به حرف لامع بألوان زاهية. وبالمثل، غالبا ما الملونة الأشرار في نغمات قتامة، في حين سيتم منح الشخصيات الأكثر برودة النغمات المحايدة (الأسود والأبيض، والرمادي، الخ).
- أحرف دفع السبابة معا عندما اعترف سرا أو قول الحقيقة إلى آخر.
- شكل البيض الغريب (في أكثر الأحيان، شيء قريب من فطر) التي تظهر أثناء الزفير يمثل الصعداء محرجا أو الاكتئاب.
- شبح مائج يخرج من الفم وغالبا ما يكون تمثيل هزلي من الاكتئاب، والاهانه، أو وفاة كوميدي والمجازي. هذا هو إشارة إلى hitodama، كما هو في المثال أعلاه.
- أزهار الكرز تشير إلى لحظة حلوة أو جميلة. هذا هو إشارة إلى مونو لا تدرك.
- زهر الزهور التي تقع قبالة ساقها قد تشير إلى وفاة أو، وهو الأكثر شيوعا، وفقدان العذرية.
- الشعر غير منضم قد تمثل الحرية، في حين أن الشعر الذي تعادل مرة أخرى قد تمثل شكلا من أشكال إما العبودية الحرفي، رمزي أو العاطفي من نوع ما.
- النوم الناس قد أشار من خلال وجود فقاعة يخرج من الأنف تضخيم فقاعة والتضاؤل لأنها شخير. عادة ما يتم ذلك عندما ينام الحرف في لحظة غير مناسبة (على سبيل المثال أثناء الحصة، في العمل، في الخارج، في العلن، في وقفة غير عادي أو الموقع، وما إلى ذلك).
- في بعض الأحيان، عندما يصرخ حرف أو مندهش، وسوف يفعلون الصرخة تشكله.
- الوخز الحاجبين أو الجفون قد تشير إلى الغضب أو صدمة أن الطابع يعيق.
- الصور السلبية أو العينين معلقا بسرعة غالبا ما يشير إما صدمة شديدة أو التأثير النفسي الشديد.
- الصورة من شيء تكسير أو تحطيم غالبا ما يدل إما الموت أو حدثا خطيرا.
- التظليل الداكن في العيون أو امتناع عن أعين "في حين تبين الوجه ثبت التصرف صامت أو حاقد.
- طرفة أو النجوم مثل عيون بابتسامة غالبا ما يعني الإثارة في حين العيون على شكل قلب يعني جذب فوري لشخص ما أو شيء ما.
- الأنف الدموي الخطير (في كثير من الأحيان يقلد شلال) غالبا ما يشير إلى وجود رد فعل رومانسية أو فتن من الشخصيات الذكورية.
- يمكن فجأة تغيير عيون الحرف إلى قلوب الحب تشير أيضا إلى أنهم في الحب بجنون مع حرف آخر.
- الدخان أو البخار يخرج من الأنف الحرف يشير إلى أن وأثارت الحرف.[1]